# Steven Naismith
Steven John Naismith (Irvine, North Ayrshire, Skócia, 1986. szeptember 14. –) skót válogatott labdarúgó, edző.
Naismith a Kilmarnockban kezdte pályafutását 2004-ben. Négy évet töltött Ayrshire-ben, ahol elnyerte 2006-ban a SFWA Év Fiatal Játékosa Díjat. A következő szezonban az SPWA díját kapta meg. Naismith 1,9 millió GBP-ért csatlakozott a Rangers-hez 2007. nyarán. Miközben a klub tagja volt, megnyerte 2009-ben a Skót labdarúgókupát, kétszer pedig megszerezte a skót labdarúgó-ligakupát. 2012-ben csatlakozott a Premiere League-ben szereplő Evertonhoz.